# Шладминг
Шладминг (на немски: Schladming) е град в югозападната част на централна Австрия. Разположен е около река Енс в окръг Лицен на провинция Щирия. Надморска височина 753 m. Отстои на около 70 km югоизточно от Залцбург. Зимен курорт и ски-център със състезания за световната купа по ски. Има жп гара. Население 4527 жители към 1 април 2009 г.